# Skogsvandrarna
Skogsvandrarna var Blekinges första specialiserade orienteringsklubb som bildades 1934 i Kallinge. 1976 slogs Skogsvandrarna ihop med IFK Ronneby och bildade Ronneby OK. 
Ett fåtal av Skogsvandrarnas medlemmar drev dock vidare föreningen efter sammanslagningen med IFK Ronneby. När föreningen 2009 var 75-år beslutades att den skulle gå upp som en kommitté i Ronneby OK.